# Eissporthalle Kassel
Pour les articles homonymes, voir Eissporthalle.
L'Eissporthalle Kassel est une patinoire située à Cassel en Allemagne.

## Description
Elle ouvre en 1977.
La patinoire accueille notamment l'équipe de hockey sur glace des Kassel Huskies de la DEL2. La patinoire a une capacité de 6 100 spectateurs.